# تاتو (لاعب كرة قدم)
تاتو (بالإسبانية: Luis Alberto Díez Ocerín)‏ هو لاعب كرة قدم إسباني في مركز الوسط، ولد في 9 يوليو 1992 في سانتاندير في إسبانيا. لعب مع راسينغ سانتاندير ونادي سيستاو ريفر.

## وصلات خارجية
- تاتو على موقع قاعدة بيانات كرة القدم.إي يو (الإنجليزية)
- تاتو على موقع Soccerway.com (الإنجليزية)